# Dr.-Ignaz-Seipel-Platz
Der Dr.-Ignaz-Seipel-Platz befindet sich im 1. Wiener Gemeindebezirk Innere Stadt. Es handelt sich um einen der historisch und architektonisch bemerkenswertesten Plätze der historischen Altstadt, der von den Gebäuden der Alten Universität geprägt ist und eine nahezu geschlossene barocke Verbauung aufweist. Er wurde 1949 nach dem Prälaten und österreichischen Bundeskanzler Ignaz Seipel benannt.

## Geschichte
Die Gegend des heutigen Platzes war im Mittelalter verbaut. Der Häuserblock zwischen Bäckerstraße und Sonnenfelsgasse setzte sich damals über das Platzgelände hinweg fort und endete erst an einer heute nicht mehr bestehenden Straße Gegenüber der Hohen Schul, die von der Mündung der Schönlaterngasse in die Postgasse bis zur Wollzeile zwischen Nr. 27 und 29 reichte. Die 1385 gegründete Universität Wien befand sich damals gegenüber dem Dominikanerkloster und wurde im Laufe der Jahre durch weitere Gebäude in dieser Gegend erweitert.

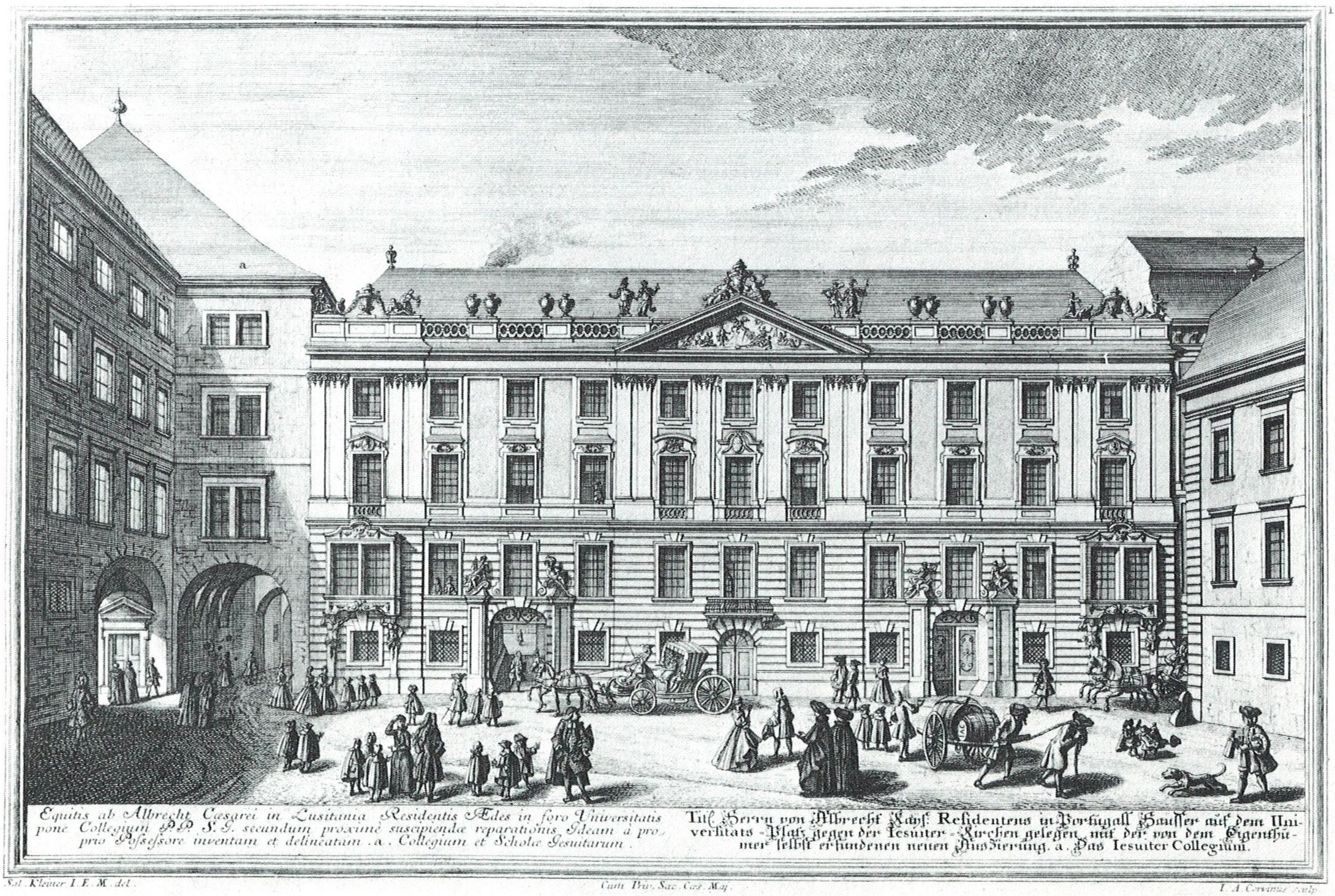
Südseite des Platzes mit Palais Albrecht, Salomon Kleiner (um 1706)

Als 1623 Kaiser Ferdinand II. die Hochschule zur Reorganisation dem Jesuitenorden übergab, hat dieser mehrere Häuser aufgekauft und abbrechen lassen, um an deren Stelle den Platz zu schaffen. Bis 1631 wurden die anliegenden Bauwerke der Universität und der Jesuitenkirche errichtet. Dieser neue Platz, der demnach das Zentrum des universitären Lebens der Hauptstadt war, wurde 1701 als Jesuiterplatz bezeichnet, 1766 wurde er Unteres Jesuitenplätzl (zum Unterschied von den Oberen Jesuiten Am Hof) genannt. Seit 1786 ist der Name Universitätsplatz belegt, der entstand, nachdem der Jesuitenorden 1773 aufgehoben worden war. 1862 wurde diese historische Bezeichnung auch amtlich übernommen.
Da es aber mittlerweile ohnehin eine weitere Straßenbenennung nach der Wiener Universität beim Neuen Universitätsgebäude gab (Universitätsstraße), erfolgte 1949 die Umbenennung in Dr.-Ignaz-Seipel-Platz. Seipel war eine der führenden Persönlichkeiten der Christlichsozialen Partei in der Ersten Republik. Da er aber eine konfrontative Politik gegenüber der Sozialdemokratie betrieb, die Heimwehren förderte und ein autoritäres Präsidialsystem anstrebte, war Seipel einer derjenigen Protagonisten, die zum besonderen Feindbild der zeitgenössischen Linken wurden und besondere Verantwortung für die zunehmende Schwächung der Parteiendemokratie der Ersten Republik tragen, die schließlich zur Etablierung des autoritären Ständestaats in den 1930er Jahren führte. Bei einer Überprüfung aller Wiener Straßenbenennungen 2013 durch eine Historikerkommission wurde daher von dieser auch der Dr.-Ignaz-Seipel-Platz als Fall mit Diskussionsbedarf eingestuft, nach den Kriterien, dass hier Personen zusammengefasst wurden, „die in ihrer Arbeit Formen von Antisemitismus und Rassismus punktuell aufgenommen und kommuniziert haben bzw. indirekte Verantwortung für Gewaltanwendung tragen bzw. nach 1918 offensiv antidemokratisch aufgetreten sind.“

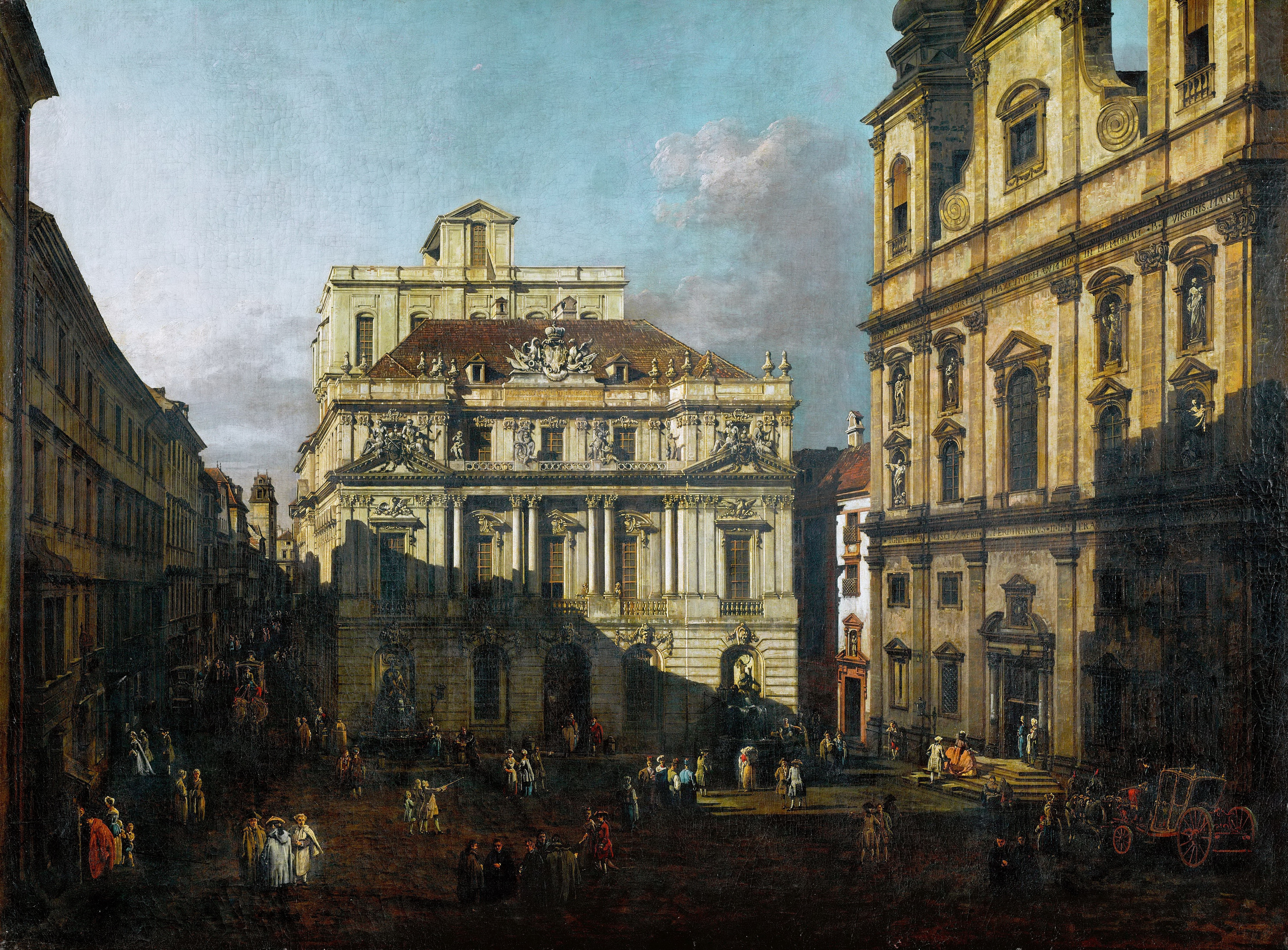
Der Jesuitenplatz auf einem Gemälde von Bernardo Bellotto (um 1759)

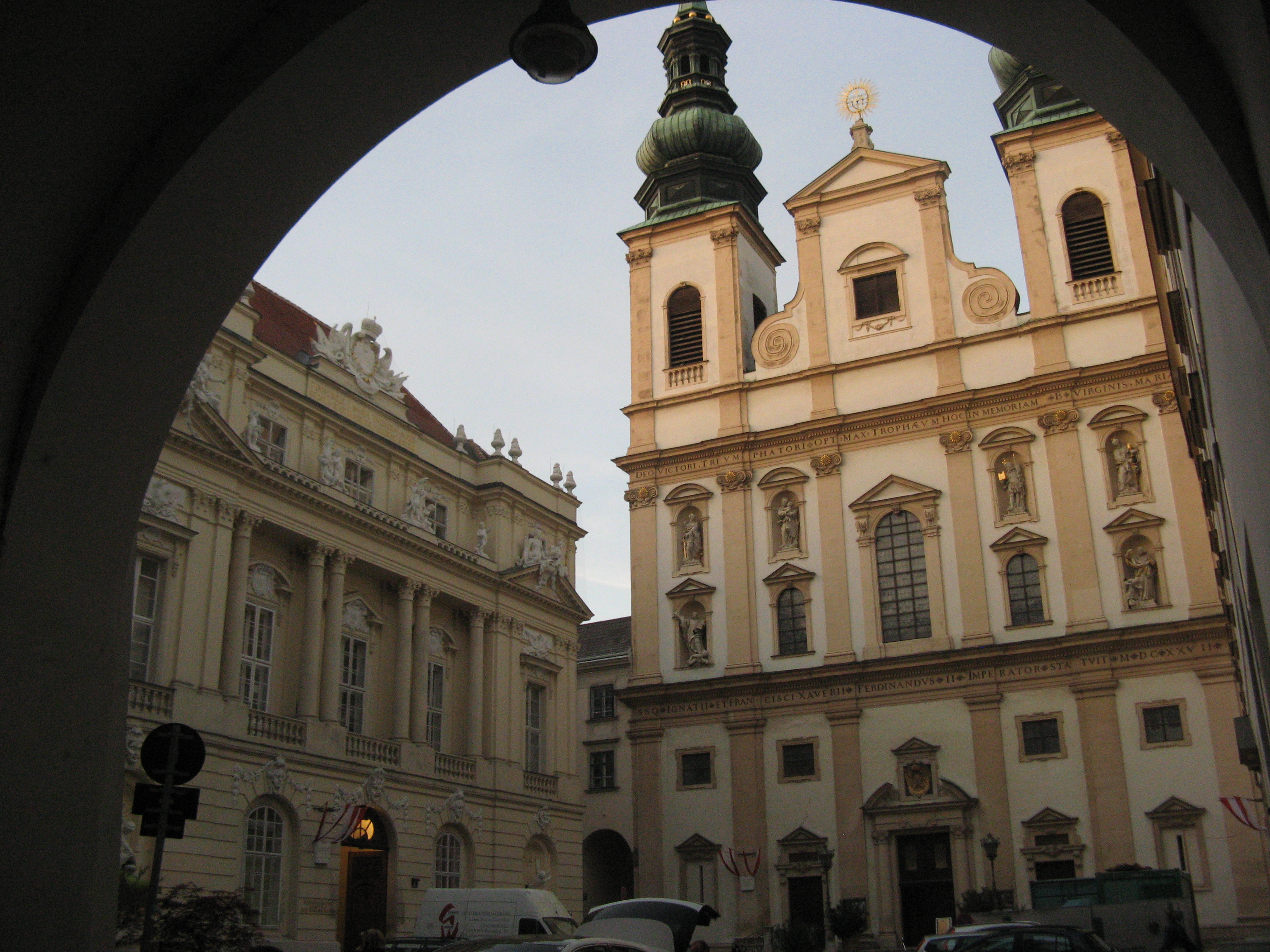
Dr.-Ignaz-Seipel-Platz mit Neuer Aula und Jesuitenkirche

## Lage und Charakteristik
Der seit seiner Umgestaltung im 18. Jahrhundert nahezu unverändert erhaltene rechteckige Platz befindet sich nördlich der Wollzeile. Lediglich die Bäckerstraße und die Sonnenfelsgasse münden in ihn ein, sodass ein saalartig geschlossener Eindruck des Platzes entsteht.
Da kein Durchzugsverkehr herrscht, ist der Autoverkehr am Ort zwar gering, der gesamte Platz wird aber als Parkplatz verwendet, was den Eindruck und die Atmosphäre des historischen Platzensembles erheblich beeinträchtigt. Öffentlichen Verkehr gibt es hier keinen. Weiters führt über den Platz auch ein Radweg.
Die Gebäude am Dr.-Ignaz-Seipel-Platz sind barocke, unter Denkmalschutz stehende Monumentalbauten, die zur Alten Universität gehörten. Im Norden befindet sich die Jesuitenkirche, östlich davon das Jesuitenkolleg und jenseits der Bäckerstraße die Alte Aula, während sich an der westlichen Platzseite das besonders prächtige Gebäude der Akademie der Wissenschaften, einst Neue Aula, mit zwei vorgelagerten Brunnen befindet. An der Südseite befand sich ursprünglich das ebenfalls barocke Palais Albrecht, das 1903 durch ein Miethaus ersetzt wurde. Hier liegt das einzige Gassenlokal am Platz, ein Restaurant. Neben Touristen kommen Menschen großteils auf den Dr.-Ignaz-Seipel-Platz, um die wissenschaftlichen Einrichtungen oder die Kirche zu besuchen, in der regelmäßig auch Kirchenkonzerte stattfinden.

## Bauwerke

### Nr. 1: Jesuitenkolleg und Jesuitenkirche

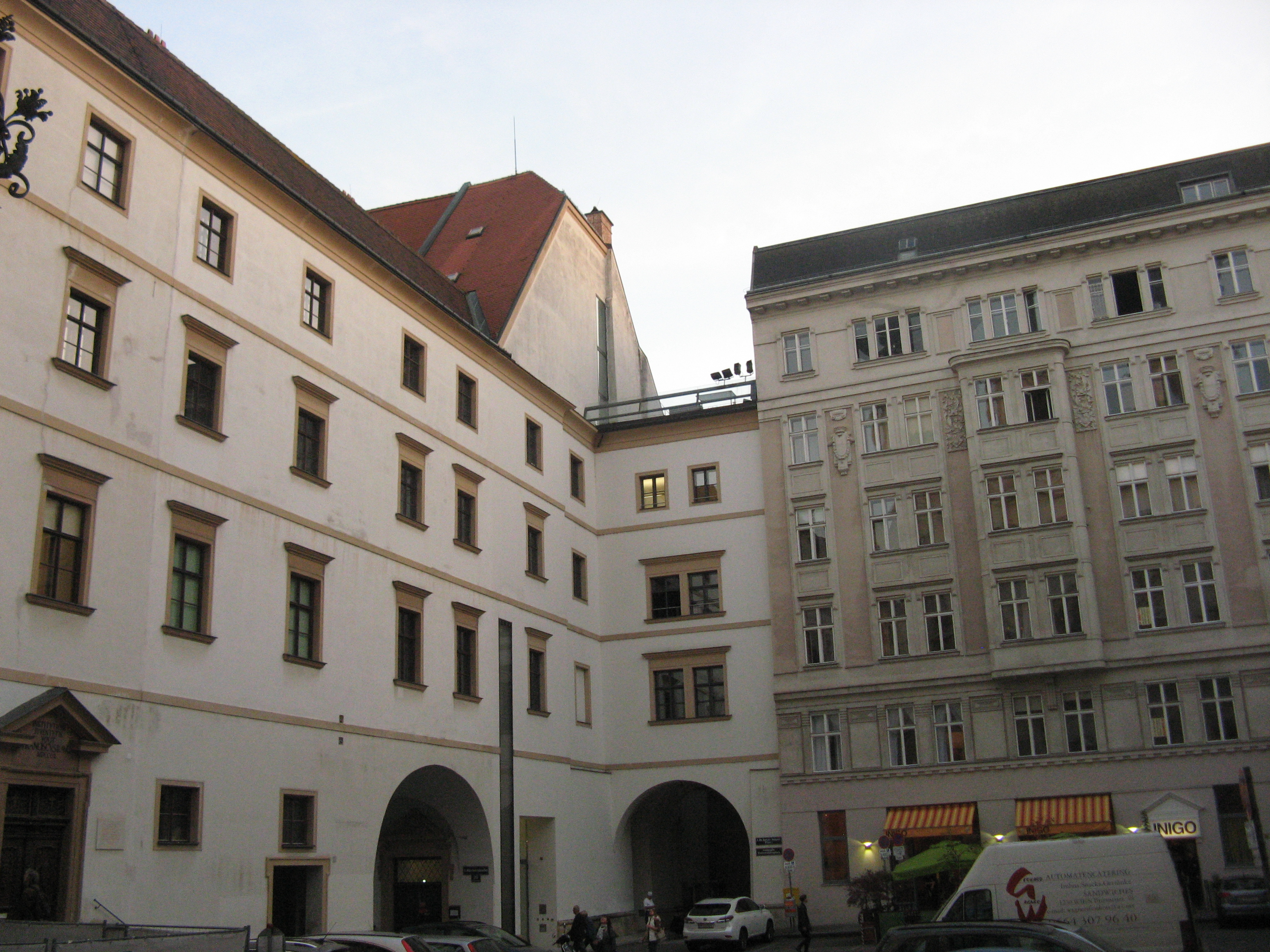
Südwestecke des Platzes mit Jesuitenkolleg

Die westliche Platzseite von der Bäckerstraße an nordwärts und die Jesuitenkirche an der Nordseite des Platzes tragen gemeinsam die Nr. 1.
Das Jesuitenkolleg ist das Kloster des Ordens. Das Gebäude erstreckt sich um einen großen Innenhof zwischen dem Dr.-Ignaz-Seipel-Platz, der Jesuitenkirche, Schönlaterngasse, Postgasse und Bäckerstraße. Zur Postgasse hin sind Sternwartetrakt, Bibliothekstrakt und Stöcklgebäude vorgelagert. Es wurde ab 1624 im frühbarocken Stil von einem unbekannten Architekten erbaut. Die Jesuiten waren die Träger der Universität Wien und sie unterhielten auch das Akademische Gymnasium.

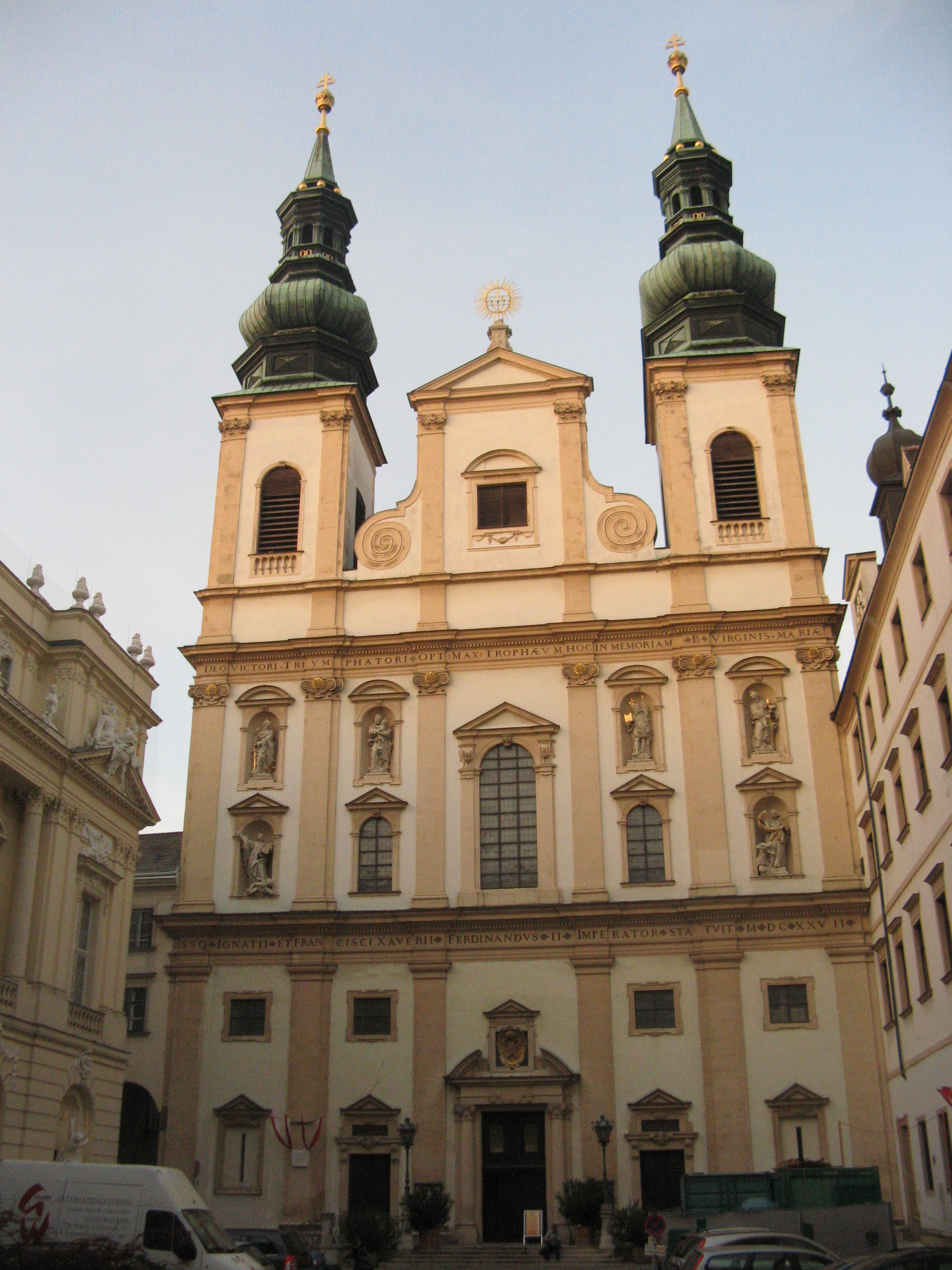
Jesuitenkirche

Die Fassade zum Dr.-Ignaz-Seipel-Platz ist viergeschoßig und schlicht durch steingerahmte Fenster mit steinernen Sohlbänken und geraden Verdachungen sowie Kordongesimse gegliedert. Unter dem Dach mit kleinen Dachhäuschen und frühbarocken Rauchfängen liegt ein gekehltes Traufgesims. Am Dachgiebelaufsatz befindet sich eine Uhr von 1855. Das Rechteckportal trägt eine Dreiecksgiebelverdachung mit einer Stiftungsinschrift für das Stadtkonvikt von 1802. Die zweiflügelige Holztür zeigt geschnitzte Fruchtgehänge und Maskarons und besitzt reich geschmiedete Beschläge und an den Oberlichten Gitter aus der zweiten Hälfte des 17. Jahrhunderts. Rechts vom Portal erinnert eine Tafel aus dem Jahr 1952 an den kroatischen Jesuiten und Gelehrten Rudjer Boskovic, der 1756–1760 und 1763 hier wohnte und sein Werk Theorie der Naturphilosophie (Wien 1758) verfasste. Links vom Portal hängt eine Gedenktafel von 1924 für Franz Schubert, der von 1808 bis 1813 am Konvikt das Akademische Gymnasium als Pensionär und Hofsängerknabe besuchte. Das Vestibül ist zweischiffig über Pfeilern mit triumphbogenförmigen Arkadenöffnungen. Eine Vierpfeilerstiege führt ins 1. Obergeschoß, über dem sich das 1934 erbaute Stiegenhaus befindet.
Die Jesuitenkirche ist die ehemalige Universitätskirche. Sie wurde zwischen 1624 und 1631 wahrscheinlich von Giovanni Battista Carlone errichtet. Sie ist Mariä Himmelfahrt sowie den Jesuitenheiligen Ignatius von Loyola und Franz Xaver geweiht. Andrea Pozzo baute sie 1703–1709 im Inneren prächtig aus und bildete auch die Turmhelme. Durch seine Neugestaltung der architektonischen Gliederung und die malerische Ausstattung änderte er den einfachen Langraum zu einem Zentralraum mit Scheinkuppel um und schuf so einen der prunkvollsten barocken Kirchenräume Wiens. Nach der Aufhebung des Jesuitenordens wurde die Kirche 1773 den Schwarzspaniern übergeben und war später Garnisonkirche, ehe sie 1857 wieder den Jesuiten zurückgegeben wurde.
Die Fassade zum Dr.-Ignaz-Seipel-Platz ist fünfachsig mit Doppeltürmen. Sie wird durch plastische Gesimse mit Weihe- und Bauinschriften, sowie übereinandergestellte Riesenpilaster gegliedert, zwischen denen sich Fenster- und Nischenreihen befinden. Das Portal liegt über einem Treppensockel erhöht und zeigt im Ädikulaaufsatz des gesprengten Giebels das kaiserliche Wappen. Die beiden Seitenportale wurden erst 1892 aus ehemaligen Fenstern gebildet. Die Nischen zeigen in der oberen Reihe die Heiligen Katharina von Alexandrien, Josef, Leopold und Barbara aus dem Umkreis von Paul Strudel, in der unteren Reihe die Heiligen Ignatius von Loyola und Franz Xaver. Der pilastergerahmte Volutengiebelaufsatz trägt die Buchstaben IHS im Strahlenkranz.

### Nr. 2: Neue Aula
Die ehemalige Neue Aula der Alten Universität wurde 1753–1755 nach Plänen von Jean Nicolas Jadot und unter Mitarbeit von Johann Enzenhofer, Daniel Christoph Dietrich und Johann Adam Münzer im barockklassizistischen Stil errichtet. Sie ist einer der bedeutendsten Bauten aus der Regierungszeit Maria Theresias, die dieses 1756 auch persönlich eröffnete. Er wurde richtungsweisend hinsichtlich seiner kubischen Verblockung des Baukörpers und seiner Reduktion des plastischen Oberflächenvolumens zugunsten einer abstrahierten Schichtstruktur. Die Aula bot Platz für alle vier Fakultäten. Seit 1857 ist sie Sitz der Österreichischen Akademie der Wissenschaften.

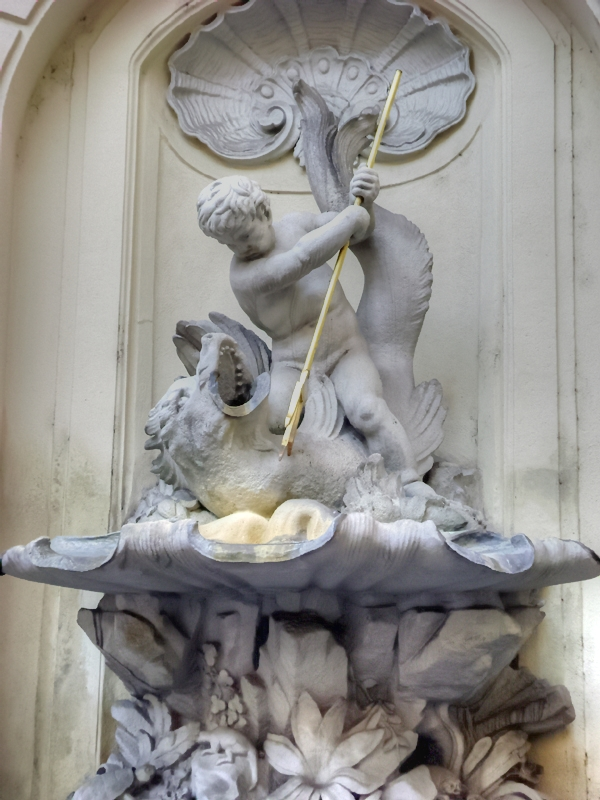
Wandzierbrunnen an der Neuen Aula

Das Gebäude steht völlig frei zwischen Dr.-Ignaz-Seipel-Platz, Sonnenfelsgasse, Windhaaggasse und Bäckerstraße. Die prächtige Hauptfassade zum Dr.-Ignaz-Seipel-Platz ist fünfachsig und dreigeschoßig strukturiert. Die beiden übergiebelten Eckrisalite schließen die im ersten und zweiten Obergeschoß loggienartig zurückversetzte Mittelachse ein. Die Sockelzone ist durchgehend genutet und umfasst tief eingeschnittene Rundbogenöffnungen, die von Maskarons bekrönt werden; im Zentrum das Hauptportal mit geschnitztem Holztor. An den beiden Eckrisaliten sind um 1755 aufwändige Wandbrunnen mit vortretenden gebauchten Becken und vollplastischen Putto-Delfin-Gruppen, wahrscheinlich von Franz Joseph Lenzbauer, geschaffen worden. Die Beletage ist durch korinthische Doppelpilaster an den Risaliten und Säulen in der Mitte gekennzeichnet. Die Fenster dort, denen eine Balustrade vorgelagert ist, sind variierend verdacht. Über dem Gebälk des ersten Obergeschoßes befinden sich zwei Wappenkartuschen (links Alt-Österreich, rechts Neu-Österreich) und liegende weibliche Akroterfiguren, die die Allegorien der Fakultäten darstellen sollen: links Medizin und rechts die Jurisprudenz, dazwischen Putti. Am Attikageschoß ist mittig das kaiserliche Wappen mit Trophäen und Bauinschrift angebracht.

### Nr. 3,4: Alte Aula
An der südwestlichen Ecke bis zur Bäckerstraße liegt die ehemalige Alte Aula der Alten Universität. Sie ist durch zwei Schwibbögen über der Bäckerstraße mit dem Jesuitenkolleg verbunden, mit dem gemeinsam sie errichtet wurde. Sie diente vor allem Repräsentationszwecken und besaß im Erdgeschoß einen großen Versammlungsraum, im ersten Obergeschoß Hörsäle und Schulräume des Akademischen Gymnasiums und im zweiten Obergeschoß einen barocken Theatersaal. Heute wird das Gebäude ebenfalls von der Akademie der Wissenschaften genutzt.

### Ehemaliges Palais Albrecht

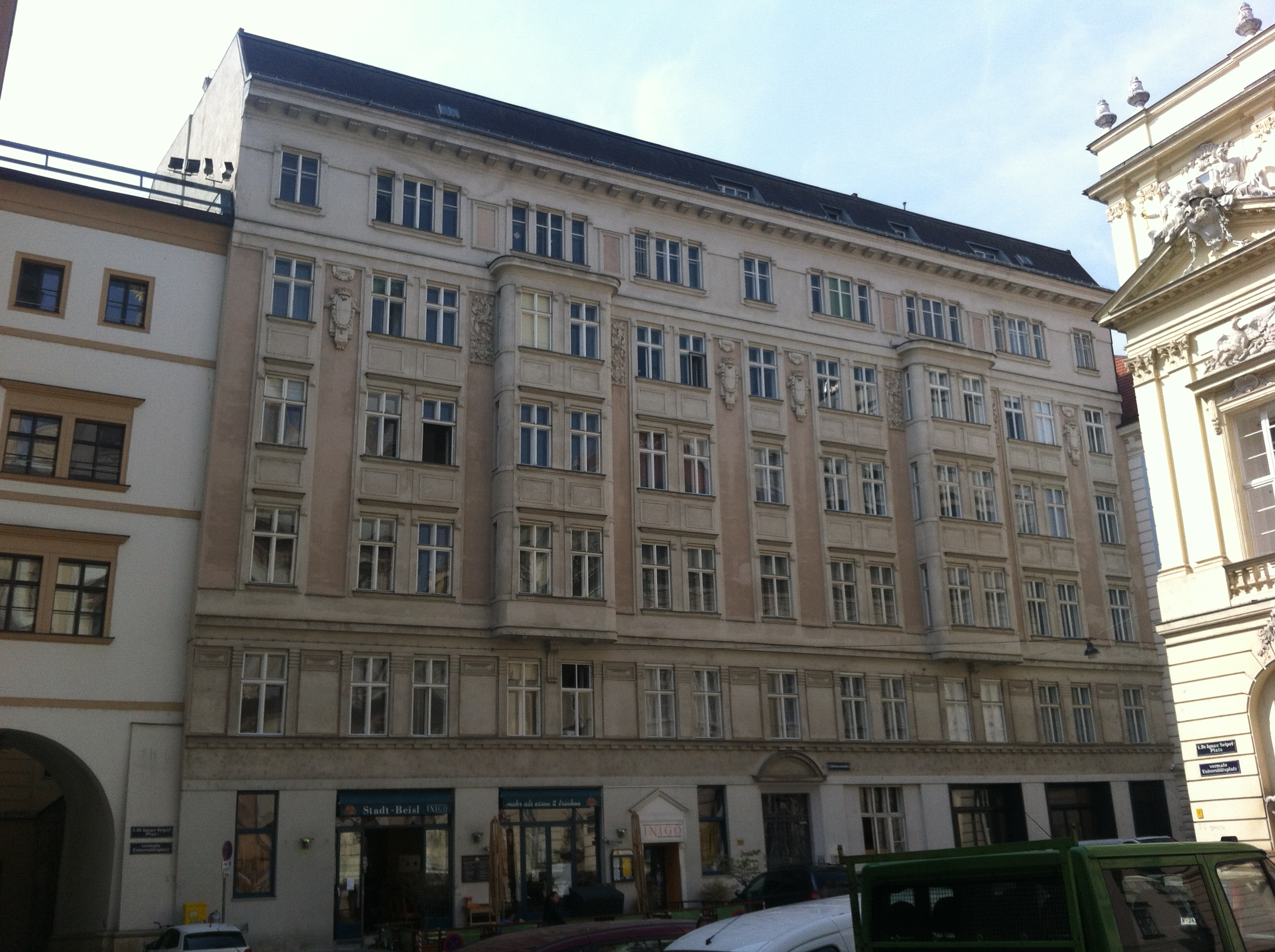
Bäckerstraße 18 (1904)

Die Südseite des Platzes wurde vom barocken Palais Albrecht abgeschlossen, das zu Beginn des 18. Jahrhunderts von einem unbekannten Architekten errichtet wurde. Seit 1872 stand es im Besitz der k.k. privilegierten wechselseitigen Brandschaden-Versicherungsanstalt und wurde 1904 durch ein sechsgeschoßiges Miethaus mit secessionistischem Fassadendekor von Georg Demski ersetzt. Dieses ebenfalls unter Denkmalschutz stehende Gebäude ist das einzige nichtbarocke des Platzes. Obwohl zum Großteil am Dr.-Ignaz-Seipel-Platz liegend trägt es die Adresse Bäckerstraße 18.